# Associazione Sportiva Roma 1928-1929
Questa voce raccoglie le informazioni riguardanti l'Associazione Sportiva Roma nelle competizioni ufficiali della stagione 1928-1929.

## Stagione
La stagione 1928-1929, è caratterizzata dall'abbandono di Italo Foschi, che per motivi di lavoro lascia la presidenza a Renato Sacerdoti. Nello stesso anno viene riportato a Roma il fuoriclasse Fulvio Bernardini, romano di nascita strappato all'Inter dove aveva giocato fino alla stagione precedente. Alla fine del campionato i giallorossi arrivano terzi.
Nel corso della stagione i giallorossi disputarono la loro prima storica gara fuori dal suolo italiano, contro il Club Français.

## Divise
La divisa primaria della Roma in questa stagione è costituita da maglia a righe giallorosse, pantaloncini bianchi e calzettoni neri con una banda orizzontale giallorossa come decorazione. In trasferta la Lupa usa una maglia verde con pantaloncini neri, i calzettoni sono neri con banda giallorossa orizzontale. I portieri usano una divisa grigia con pantaloncini e calzettoni neri, sempre con banda giallorossa orizzontale.
| Casa | Trasferta | Portiere |

## Organigramma societario
Di seguito l'organigramma societario.
Area direttiva
- Presidente: Renato Sacerdoti

Area tecnica
- Allenatore: William Garbutt

## Rosa
Di seguito la rosa.
| N. |                   | Ruolo | Calciatore               |
| -- | ----------------- | ----- | ------------------------ |
|    | Italia (bandiera) | P     | Bruno Ballanti           |
|    | Italia (bandiera) | P     | Giuseppe Ernesto Rapetti |
|    | Italia (bandiera) | D     | Gianangelo Barzan        |
|    | Italia (bandiera) | D     | Giorgio Carpi            |
|    | Italia (bandiera) | D     | Giovanni Corbjons        |
|    | Italia (bandiera) | D     | Giovanni Degni           |
|    | Italia (bandiera) | D     | Mario De Micheli         |
|    | Italia (bandiera) | D     | Attilio Mattei           |
|    | Italia (bandiera) | C     | Oreste Benatti           |
|    | Italia (bandiera) | C     | Fulvio Bernardini        |
|    | Italia (bandiera) | C     | Mario Bossi              |

| N. |                      | Ruolo | Calciatore                  |
| -- | -------------------- | ----- | --------------------------- |
|    | Italia (bandiera)    | C     | Raffaele D'Aquino           |
|    | Italia (bandiera)    | C     | Cesare Augusto Fasanelli    |
|    | Italia (bandiera)    | C     | Attilio Ferraris (capitano) |
|    | Italia (bandiera)    | C     | Bruno Ricci                 |
|    | Italia (bandiera)    | C     | Pierino Rovida              |
|    | Italia (bandiera)    | C     | Carlo Zamporlini            |
|    | Italia (bandiera)    | A     | Mario Bussich               |
|    | Argentina (bandiera) | A     | Arturo Chini Ludueña        |
|    | Italia (bandiera)    | A     | Fernando Eusebio            |
|    | Italia (bandiera)    | A     | Rodolfo Volk                |

## Calciomercato
Di seguito il calciomercato.
| Acquisti | Acquisti          | Acquisti | Acquisti   |
| R.       | Nome              | da       | Modalità   |
| -------- | ----------------- | -------- | ---------- |
| D        | Gianangelo Barzan | Milan    | definitivo |
| C        | Oreste Benatti    | Reggiana | definitivo |
| C        | Fulvio Bernardini | Inter    | definitivo |
| C        | Raffaele D'Aquino | Novara   | definitivo |
| A        | Rodolfo Volk      | Fiumana  | definitivo |

| Cessioni | Cessioni             | Cessioni          | Cessioni   |
| R.       | Nome                 | a                 | Modalità   |
| -------- | -------------------- | ----------------- | ---------- |
| D        | Angelo Bianchi       | Venezia           | svincolato |
| C        | Enrico Cappa         | -                 | svincolato |
| C        | Giacomo Narizzano    | Rivarolese        | definitivo |
| C        | Giulio Scardola      | -                 | svincolato |
| C        | Corrado Scocco       | -                 | svincolato |
| C        | Luigi Ziroli         | Venezia           | definitivo |
| A        | Antonio Bianchi      | -                 | svincolato |
| A        | Fernando Canestrelli | -                 | svincolato |
| A        | Antonio Maddaluno    | Pippo Massangioli | svincolato |

## Risultati

### Divisione Nazionale

#### Girone di andata
| Arbitro: | Malagodi (Ferrara) |

|                                                 |           |             |
| Bernardini 15’ Volk 58’ Chini 62’ Fasanelli 85’ | Marcatori | 68’ Aliatis |

| Arbitro: | Osti (Ferrara) |

|                            |           |                     |
| Costantino 52’ (rig.), 54’ | Marcatori | 43’ (rig.) Corbjons |

| Arbitro: | Giorgi (Milano) |

|                                     |           |  |
| Chini 47’, 65’, 85’ (rig.) Volk 48’ | Marcatori |  |

| Arbitro: | Mattea (Casale Monferrato) |

|                                   |           |                                            |
| Castellani 34’, 35’ Ostromann 74’ | Marcatori | 7’ Benatti 48’ At. Ferraris 80’ Bernardini |

| Arbitro: | Ferro (Milano) |

|                        |           |                           |
| Volk 7’ Bernardini 54’ | Marcatori | 27’ Cattaneo 62’ Banchero |

| Arbitro: | Ferro (Milano) |

|                  |           |                                          |
| An. Ferraris 41’ | Marcatori | 62’ Bernardini 86’ Fasanelli 88’ Benatti |

| Arbitro: | Sani (Ferrara) |

|          |           |                       |
| Volk 22’ | Marcatori | 1’ Monti 78’ Prendato |

| Arbitro: | Ferro (Milano) |

|             |           |                                |
| Fontana 18’ | Marcatori | 48’ Volk 83’ (rig.) Bernardini |

| Arbitro: | Lenti (Genova) |

|                                                        |           |  |
| Fasanelli 20’, 50’ Volk 28’, 29’ Bernardini 58’ (rig.) | Marcatori |  |

| Arbitro: | Osti (Ferrara) |

|                                             |           |                            |
| Gregar 61’ Bonivento 73’ Reguzzoni 75’, 85’ | Marcatori | 10’, 65’ D'Aquino 54’ Volk |

| Arbitro: | Malagodi (Ferrara) |

|                                     |           |           |
| Fasanelli 81’ Bernardini 88’ (rig.) | Marcatori | 16’ Zanni |

| Arbitro: | Lenti (Genova) |

|               |           |  |
| Silvestri 68’ | Marcatori |  |

| Arbitro: | Dani (Genova) |

|                             |           |  |
| Fasanelli 8’, 57’ Chini 86’ | Marcatori |  |

| Arbitro: | Lenti (Genova) |

|                               |           |  |
| Carrera 20’ Rossetti 21’, 65’ | Marcatori |  |

| Arbitro: | Mattea (Casale Monferrato) |

|           |           |              |
| Chini 54’ | Marcatori | 28’ Torriani |

#### Girone di ritorno
| Arbitro: | Dani (Genova) |

|            |           |               |
| Landini 6’ | Marcatori | 22’, 53’ Volk |

| Roma 10 febbraio 1929 17ª giornata | Roma               | 0 – 0 referto | Bari | Stadio Nazionale\| Arbitro: \| Guarnieri (Milano) \| |
| Arbitro:                           | Guarnieri (Milano) |               |      |                                                      |

| Prato 17 febbraio 1929, ore 14:30 CET 18ª giornata | Prato          | 0 – 0 referto | Roma | Campo Vittorio Veneto\| Arbitro: \| Osti (Ferrara) \| |
| Arbitro:                                           | Osti (Ferrara) |               |      |                                                       |

| Arbitro: | Enrietti (Torino) |

|                                  |           |  |
| Fasanelli 10’, 41’ Volk 30’, 58’ | Marcatori |  |

| Arbitro: | Scarpi (Dolo) |

|  |           |                            |
|  | Marcatori | 61’ (rig.) Barzan 75’ Volk |

| Arbitro: | Bonello (Venezia) |

|                                       |           |  |
| Fasanelli 67’ Chini 68’ Volk 82’, 88’ | Marcatori |  |

| Arbitro: | Guarnieri (Milano) |

|                                  |           |                                 |
| Vecchina 23’, 38’, 42’ Monti 80’ | Marcatori | 6’ Fasanelli 64’ Chini 67’ Volk |

| Arbitro: | U. Gama (Milano) |

|                                  |           |             |
| Volk 22’ Fasanelli 50’ Chini 82’ | Marcatori | 58’ Carzino |

| Arbitro: | U. Gama (Milano) |

|                       |           |          |
| Mazzoni 16’, 32’, 42’ | Marcatori | 23’ Volk |

| Arbitro: | U. Gama (Milano) |

|                                        |           |  |
| Bernardini 15’ Chini 21’ Fasanelli 31’ | Marcatori |  |

| Arbitro: | Rovida (Milano) |

|                    |           |                                                     |
| Gallino 25’ (rig.) | Marcatori | 6’, 72’ Volk 17’ Fasanelli 55’ Chini 65’ Bernardini |

| Roma 26 maggio 1929, ore 15:00 CEST 27ª giornata | Roma          | 0 – 0 referto | Livorno | Stadio Nazionale\| Arbitro: \| Dani (Genova) \| |
| Arbitro:                                         | Dani (Genova) |               |         |                                                 |

| Arbitro: | Osti (Ferrara) |

|              |           |                        |
| Gianelli 31’ | Marcatori | 8’, 29’ Chini 31’ Volk |

| Arbitro: | Guarnieri (Milano) |

|                                                  |           |  |
| Volk 16’, 85’, 88’ Bernardini 45’ Chini 55’, 70’ | Marcatori |  |

| Arbitro: | Pessato (Monfalcone) |

|  |           |                   |
|  | Marcatori | 45’ (rig.) Barzan |

## Statistiche

### Statistiche di squadra
Di seguito le statistiche di squadra.
| Competizione        | Punti | In casa | In casa | In casa | In casa | In casa | In casa | In trasferta | In trasferta | In trasferta | In trasferta | In trasferta | In trasferta | Totale | Totale | Totale | Totale | Totale | Totale | DR  |
| Competizione        | Punti | G       | V       | N       | P       | Gf      | Gs      | G            | V            | N            | P            | Gf           | Gs           | G      | V      | N      | P      | Gf     | Gs     | DR  |
| ------------------- | ----- | ------- | ------- | ------- | ------- | ------- | ------- | ------------ | ------------ | ------------ | ------------ | ------------ | ------------ | ------ | ------ | ------ | ------ | ------ | ------ | --- |
| Divisione Nazionale | 40    | 15      | 10      | 4       | 1       | 42      | 9       | 15           | 7            | 2            | 6            | 29           | 25           | 30     | 17     | 6      | 7      | 71     | 34     | +37 |
| Totale              | -     | 15      | 10      | 4       | 1       | 42      | 9       | 15           | 7            | 2            | 6            | 29           | 25           | 30     | 17     | 6      | 7      | 71     | 34     | +37 |

### Andamento in campionato
| Giornata  | 1 | 2 | 3 | 4 | 5 | 6 | 7 | 8 | 9 | 10 | 11 | 12 | 13 | 14 | 15 | 16 | 17 | 18 | 19 | 20 | 21 | 22 | 23 | 24 | 25 | 26 | 27 | 28 | 29 | 30 |
| --------- | - | - | - | - | - | - | - | - | - | -- | -- | -- | -- | -- | -- | -- | -- | -- | -- | -- | -- | -- | -- | -- | -- | -- | -- | -- | -- | -- |
| Luogo     | C | T | C | T | C | T | C | T | C | T  | C  | T  | C  | T  | C  | T  | C  | T  | C  | T  | C  | T  | C  | T  | C  | T  | C  | T  | C  | T  |
| Risultato | V | P | V | N | N | V | P | V | V | P  | V  | P  | V  | P  | N  | V  | N  | N  | V  | V  | V  | P  | V  | P  | V  | V  | N  | V  | V  | V  |
| Posizione | 1 | 6 | 5 | 3 | 5 | 3 | 5 | 3 | 3 | 3  | 3  | 4  | 4  | 5  | 5  | 5  | 5  | 5  | 5  | 5  | 4  | 5  | 4  | 5  | 4  | 4  | 4  | 4  | 3  | 3  |

Legenda:

Luogo: C = Casa; T = Trasferta. Risultato: V = Vittoria; N = Pareggio; P = Sconfitta.

### Statistiche dei giocatori
Desunte dalle edizioni cartacee dei giornali dell'epoca.
| Giocatore     | Divisione Nazionale | Divisione Nazionale |
| Giocatore     | Presenze            | Reti                |
| ------------- | ------------------- | ------------------- |
| B. Ballanti   | 30                  | -34                 |
| G. Rapetti    | 0                   | -0                  |
| G. Barzan     | 23                  | 2                   |
| G. Carpi      | 5                   | 0                   |
| G. Corbjons   | 12                  | 1                   |
| G. Degni      | 19                  | 0                   |
| M. De Micheli | 14                  | 0                   |
| A. Mattei     | 11                  | 0                   |
| O. Benatti    | 30                  | 2                   |
| F. Bernardini | 26                  | 10                  |
| M. Bossi      | 1                   | 0                   |
| R. D'Aquino   | 29                  | 2                   |
| C. Fasanelli  | 27                  | 14                  |
| At. Ferraris  | 29                  | 1                   |
| B. Ricci      | 1                   | 0                   |
| P. Rovida     | 5                   | 0                   |
| C. Zamporlini | 0                   | 0                   |
| M. Bussich    | 9                   | 0                   |
| A. Chini      | 27                  | 15                  |
| F. Eusebio    | 2                   | 0                   |
| R. Volk       | 30                  | 24                  |